# 興南中学校・高等学校
興南中学校・高等学校（こうなんちゅうがっこう・こうとうがっこう）は、沖縄県那覇市古島一丁目にある私立中学校・高等学校。

## 概要

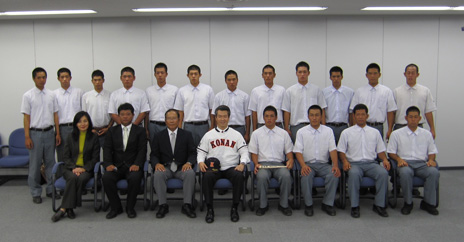
2010年10月、馬淵澄夫内閣府特命担当大臣（沖縄及び北方対策担当）と野球部員達

沖縄県内で初の私立高校及び私立中高一貫校である。高校においては、伝統的にスポーツを中心とした課外活動が活発である。
高校野球部は、甲子園の常連校としてプロ野球選手も数多く輩出しており、2010年には史上6校目で21世紀初となる甲子園春夏連覇を達成した。また、沖縄県勢にとって夏の甲子園初優勝となった。甲子園に春4回、夏14回、計18回出場している。
また、近年ではハンドボール部の男子がインターハイで6度（2003年、2005年、2006年、2009年、2013年、2014年）の全国制覇を成し遂げている。
バスケットボール部の男子も1986年春の選抜（現・ウィンターカップ）で沖縄県勢全国大会歴代最高となる準優勝を果たしたほか、2007年のインターハイでもベスト8まで進んだ。
ボクシング部は金城真吉監督が経営するウィンナーボクシング教室を練習場とし、インターハイ、ジュニアオリンピック、国体の優勝者を数多く生み、プロボクサーも輩出したが、1995年入学者＝1998年卒業生が最後となり沖縄尚学高校に移管された。

## 設置コース
中学校
- フロンティアコース（中高一貫コース）

高等学校
- 普通科
  - フロンティアコース
  - 特別進学コース（標準・発展）
  - 総合進学コース

＊かつては商業科もあったが、1994年第30期生となる最後の卒業生を送り出した後に廃止された。

## 沿革
- 1960年（昭和35年）11月 : 「設立発起人会」結成
- 1961年12月27日 : 「興南高等学校設立計画」を公表
- 1962年1月15日 : 用地（13,000坪）の整地工事、および、校舎建設工事に着手（学園本館、特別教室、普通教室）
- 1962年2月3日 : 「財団法人 興南学園」設立、初代理事長に山城篤男が就任
- 1962年3月7日 - 3月8日 : 第1回高等学校選抜試験実施（於 昭和会館ホール）
- 1962年4月4日 : 高等学校校舎落成式、普通科と商業科が置かれた
- 1962年4月23日 : 「興南高等学校」開校式、第1回入学式、初代高等学校校長に山城篤男が就任、初代高等学校副校長に高良忠一が就任
- 1967年5月30日 : 「財団法人 興南学園」から「学校法人 興南学園」に変更、第2代理事長に高良嘉永が就任
- 1967年12月18日 : 第2代高等学校校長に阿波根朝松が就任
- 1968年12月22日 : 第50回全国高等学校野球選手権大会準決勝進出記念碑「魂知和」建立
- 1969年9月14日 : 第3代高等学校校長に島尻勝太郎が就任
- 1970年6月30日 : 北館3階に商業実践教室増築、中館3階に普通教室増築
- 1974年2月18日 : 防音、冷房の音楽教室竣工
- 1974年2月28日 : 食堂兼図書館（3階建）竣工
- 1975年3月31日 : 特別教室（理科ビル・4階建）竣工［化学・地学・物理・生物（全館冷房）］
- 1976年5月1日 : 第4代高等学校校長に親泊康哲が就任
- 1976年11月6日 : 第5代高等学校校長に前田夏生が就任
- 1977年2月22日 : 学園創立15周年記念式典を催す
- 1978年4月1日 : 第3代理事長に油谷公が就任
- 1979年2月25日 : 体育館竣工、落成式典を催す
- 1982年2月23日 : 学園創立20周年記念式典を催す
- 1983年3月18日 : 新校舎起工式
- 1983年6月1日 : 第6代高等学校校長に油谷公が就任、第2代高等学校副校長に佐和田守男が就任
- 1983年8月31日 : 第1期高等学校校舎改築工事完了
- 1984年3月31日 : 第2期高等学校校舎改築工事完了
- 1984年12月12日 : 中学校設立認可
- 1985年2月10日 : 第1回中学校入学選抜試験実施（於・高等学校）
- 1985年3月31日 : 第3期高等学校校舎改築工事完了
- 1985年4月6日 : 興南中学校開校式、第1回入学式、初代中学校校長に油谷公が就任
- 1986年10月2日 : 第4代理事長に高良正文が就任、第7代高等学校校長 兼 第2代中学校校長に佐和田守男が就任
- 1986年10月17日 : 高等学校副校長に新里剋男が就任
- 1986年12月26日 : 第5代理事長に安次富正信が就任
- 1987年2月1日 : 第8代高等学校校長に栄野元康昌が就任
- 1987年3月30日 : 第3代中学校校長に栄野元康昌が兼務で就任、第4期高等学校校舎改築工事完了
- 1987年4月8日 : 中学校制服変更（新入生より）
- 1987年11月3日 : 中学校校歌完成・発表（作詞：下門龍榮、作曲：本間貞史）
- 1987年11月6日 : 中学校校舎地鎮祭
- 1988年3月31日 : 中学校新校舎落成、第5期高等学校校舎改築工事完了
- 1988年4月1日 : 第6代理事長に高良嘉永が就任
- 1989年（昭和64年/平成元年）3月31日 : 高等学校全館空調設備完成
- 1990年4月1日 : 第4代中学校校長に嵩元政秀が就任、中学校4階増築工事着工
- 1991年4月1日 : 第9代高等学校校長に嵩元政秀が就任、第5代中学校校長に平良寛吉が就任
- 1993年4月1日 : 第7代理事長に知花孝弘が就任、第10代高等学校校長に平良寛吉が就任、第6代中学校校長に大城実が就任
- 1994年2月3日 : 学園創立30周年記念式典・祝賀会を催す
- 1994年4月1日 : 高等学校商業科廃止、普通科のみとなる (当初記載の1993年は間違い)
- 1994年12月11日 : 中学校創立10周年記念式典・祝賀会を催す
- 1995年4月1日 : 第11代高等学校校長 兼 第7代中学校校長に阿波連本昌が就任
- 1995年4月5日 : 学園創立30周年記念事業の「多目的ホール」竣工
- 1996年4月1日 : 弓道錬成道場竣工
- 1997年4月1日 : 第12代高等学校校長 兼 第8代中学校校長に徳山盛彦が就任
- 1998年9月1日 : LL特別教室完成
- 1998年4月9日 : 全学年で0校時授業（7時45分 - 8時35分）を開始
- 1998年11月22日 : 元・教頭の上運天より中学校校訓「自主・創造」記念碑寄贈
- 1999年2月1日 : 情報化教室完成
- 1999年4月1日 : 中学校・高等学校に「フロンティアコース」を新設
- 2000年4月1日 : 第13代高等学校校長 兼 第9代中学校校長に宮城たつ夫が就任
- 2001年2月2日 : 創立理事、第2代および第9代理事長の高良嘉永の胸像除幕式
- 2001年2月 : NHK学園高等学校提携校契約
- 2002年4月1日 : 第14代高等学校校長 兼 第10代中学校校長に前川晋二が就任、高等学校に「総合進学コース」を新設
- 2003年10月16日 : 第8代理事長に比嘉良雄が就任
- 2005年4月1日 : 第15代高等学校校長 兼 第11代中学校校長に上村英保が就任
- 2006年12月19日 : 第2体育館竣工、落成式典を催す
- 2007年7月1日 : 第9代理事長に前川晋二が就任
- 2008年4月1日 : 第16代高等学校校長 兼 第12代中学校校長に久貝宮一が就任
- 2008年7月1日 : 第10代理事長に平良寛吉が就任
- 2010年7月1日 : 第11代理事長に我喜屋優が就任
- 2011年4月1日 : 第17代高等学校校長 兼 第13代中学校校長に我喜屋優が就任
- 2012年2月3日 : 学園創立50周年記念式典・祝賀会を開催
- 2014年7月25日 : 食堂兼野球部寮竣工
- 2018年 ： 夏の甲子園で2年連続12回目の出場。
- 2024年4月1日:第18代高等学校校長 兼 第14代中学校校長に元県教育長で第7代昭和薬科大学附属高等学校・中学校校長の諸見里明が就任。(前日付で上記校は定年退職)

## 年間行事
中学校
- 4月 : 始業式・入学式、新入生宿泊研修、保護者会、新入生歓迎球技大会
- 5月 : 中間試験
- 6月 : 中体連那覇地区大会、内科検診、授業参観、生徒総会
- 7月 : 期末試験、PTA進路講演会、保護者会、一学期終業式
- 8月 : 夏期講座、リーダー研修
- 9月 : 二学期始業式、夏休み明けテスト、EIグランプリ、遠足
- 10月 : 文化祭・体育祭・ミックスカーニバル（それぞれ3年に1回行われる）、中間試験
- 11月 : 冬服衣替え、合唱コンクール
- 12月 : 期末試験、県中文連見学、推薦入試、二学期終業式
- 1月 : 三学期始業式、3年学年末試験、中学入試（前期入試）、
- 2月 : 3年生受験・就職休み、卒業生を送る会、中学入試（後期入試）、修学旅行（2年生）、学年末試験（1・2年生）
- 3月 : 卒業式、保護者会、修了式、（1・2年生）春期課外授業

高等学校
- 4月 : 始業式・入学式、保護者会、新入生歓迎球技大会
- 5月 : 中間試験、県高校総体
- 6月 : 内科検診
- 7月 : 期末試験、PTA進路講演会、保護者会、一学期終業式、3年前期夏研修
- 8月 : 3年後期夏研修、夏期講座
- 9月 : 二学期始業式、遠足
- 10月 : 興琉祭・体育祭・ミニ運動会（それぞれ3年に1回行われる）、新人体育大会
- 11月 : 冬服衣替え
- 12月 : 期末試験、高校入試（推薦入試）、二学期終業式
- 1月 : 三学期始業式、高校入試（前期入試A日程）
- 2月 : 3年就職休み、卒業生を送る会、高校入試（前期入試B日程）
- 3月 : 卒業式、保護者会、修了式、高校入試（後期入試）、春期課外授業、修学旅行（2年生）

## 著名な出身者

### 野球
- 前泊哲明 - 元・プロ野球選手
- 与座朝勝 - 元・プロ野球選手
- 金城博和 - 元・プロ野球選手
- 渡真利克則 - 元・プロ野球選手、元審判員
- 竹下浩二 - 元・プロ野球選手
- 仲田幸司 - 元・プロ野球選手、野球解説者
- 仲田秀司 - 元・プロ野球選手
- 友利結（デニー友利） - 元・プロ野球選手
- 名幸一明 - 元・プロ野球選手、現審判員
- 西岡洋 - 元・プロ野球選手
- 松谷秀幸 - 競輪選手、元プロ野球選手
- 上原厚治郎 - 元・プロ野球選手
- 島井寛仁 - 元プロ野球選手、2年次に沖縄県立西原高等学校へ転出
- 島袋洋奨 - 元プロ野球選手、2020年4月より同校職員（契約社員）として就任し2021年2月より高校野球部コーチ、2010年甲子園春夏連覇優勝投手
- 大城滉二 - プロ野球選手
- 高良一輝 - 元プロ野球選手
- 宮城大弥 - プロ野球選手
- 勝連大稀 - プロ野球選手
- 盛島稜大 - プロ野球選手
- 大山盛一郎 - プロ野球選手
- 我喜屋優 - 元・社会人野球選手、現・学校法人興南学園理事長、高校野球部監督、2010年甲子園春夏連覇優勝監督

### ハンドボール
- 東長濱秀吉（1978年卒、185cm、浦西中コーチ、琉球コラソン監督）
- 黒島宣昭　（1979年卒、175cm、日体大→興南高監督）フローター
- 田場裕也　（1994年卒、185cm、日体大→湧永製薬→フランス・ウサムニーム→琉球コラソン）LB,CB
- 宮城徳隆　（1994年卒、183cm、名城大→ホンダ熊本）PV
- 宮城泰成　（1996年卒、178cm、国士大→琉球コラソン）RB
- 東江哲朗　（1999年卒、177cm、日体大）(1995年JOC優秀選手)CP
- 宮城正利　（2000年卒、182cm、中大）GK
- 久高清満　（2000年卒、175cm、名城大→琉球コラソン）LW
- 當間広康　（2000年卒、173cm、中大）CP
- 久田健太郎（2000年卒、175cm、琉球コラソン)CP
- 仲原元樹　（2001年卒、172cm、中大）CB
- 岡田健　　（2001年卒、164cm、日体大→琉球コラソン）(1997年JOC優秀選手)RW
- 内山藤将　（2001年卒、178cm、名桜大→琉球コラソン）PV
- 花城清紀　（2001年卒、172cm、道教大函館校）CB
- 砂川　　　（2002年卒、178cm）GK
- 積孝也　　（2002年卒、175cm、福岡大→琉球コラソン）LW
- 東長濱秀作（2002年卒、184cm、日体大→湧永製薬→琉球コラソン）LB,CB,RB
- 仲里　　　（2002年卒、185cm）PV
- 菅間　　　（2002年卒、182cm）PV
- 加藤綾　　（2003年卒、182cm、日大）GK
- 渡久山慶一（2003年卒、175cm、福岡大→豊田合成）LB,CB
- 兼浜義人　（2003年卒、186cm、中大→琉球コラソン）RB
- 佐久川孝侑（2003年卒、170cm、中大）RW
- 比嘉　　　（2004年卒、174cm）GK
- 名嘉伸明　（2004年卒、174cm、日大→湧永製薬→琉球コラソン）LW,CB,RB
- 高田匠　　（2004年卒、182cm、福岡大→琉球コラソン）(2000年JOC優秀選手)LW,LB,CB,RB,PV
- 前里卓実　（2004年卒、181cm、早大）(2000年JOC優秀選手)LW,LB,CB,RB
- 砂川広貢　（2004年卒、178cm、福岡大）RB,PV
- 山城貴志　（2004年卒、174cm、筑波大→大同特殊鋼）RW,RB
- 安里　　　（2004年卒、180cm）PV
- 久貝直行　（2004年卒、184cm、名城大）GK
- 屋嘉部秀次（2004年卒、181cm）PV
- 内山藤斗　（2004年卒、172cm、日体大）PV
- 大浦優也　（2005年卒、177cm、富士大）LB
- 座波一起　（2005年卒、180cm、東海大）RB
- 内田武志　（2006年卒、192cm、東和大→琉球コラソン）GK
- 呉屋健太　（2006年卒、168cm）LW
- 棚原良　　（2006年卒、190cm、日体→大同特→琉球→大崎）(2002年JOCオリンピック有望候補選手)LB,CB
- 石川出　　（2006年卒、180cm、日体大→大崎電気→琉球コラソン）LW,CB
- 東長濱秀希（2006年卒、187cm、日体大→大崎電気→ジークスター東京）(2002年JOC最優秀選手) RB
- 名嘉真吾　（2006年卒、177cm、東海大→琉球コラソン）RW,RB
- 比嘉傑　　（2006年卒、173cm）PV,RW
- 下地翔太　（2006年卒、173cm、東海大→琉球コラソン）GK、LW、RW
- 玉城聖也　（2007年卒、180cm、日体大）(2003年JOC最優秀選手)GK
- 東弘起　　（2007年卒、168cm、東海大→琉球コラソン）LW,RW
- 上原健治　（2007年卒、178cm、中部大）LB
- 砂川慶成　（2007年卒、175cm、国士大→大同特殊鋼）(2003年JOCオリンピック有望候補選手)CB,RB
- 前里亮太　（2007年卒、178cm、早大）(2003年JOC優秀選手)CB,RB
- 平良嘉規　（2007年卒、165cm、関東学院大）RW
- 伊計勇太　（2004年入、183cm、琉球コラソン）PV
- 高橋翔太　（2007年卒、173cm、日体大）PV
- 上里健太　（2010年卒、168cm、東海大）(2006年JOC優秀選手)LB
- 又吉裕喜　（2010年卒、166cm、高松大→琉球コラソン）(2006年JOC最優秀選手)CB
- 山田隼也　（2010年卒、180cm、早大→トヨタ自動車東日本）RB
- 嘉数陽介　（2010年卒、163cm、東海大）
- 通事亨介　（2010年卒、172cm）(2006年JOC優秀選手)
- 内田惠介　（2010年卒、179cm、朝日大→北陸電力→琉球コラソン）PV
- 仲程海渡　（2011年卒、169cm、東海大→琉球コラソン）LW
- 下地亮　　（2011年卒、194cm）(2007年JOCオリンピック有望候補選手)
- 玉城慶也　（2011年卒、177cm、早大→トヨタ車体）LW,CB
- 山田隆平　（2011年卒、183cm）(2007年JOC優秀選手)RB
- 津波古駿介（2012年卒、168cm、東海大→豊田合成）LW
- 東江雄斗　（2012年卒、183cm、早大→大同特殊鋼→ジークスター東京）(2008年JOC最優秀選手) LB
- 比嘉成希　（2013年卒、175cm、日体大）(2009年JOC優秀選手)
- 宮國央芽　（2015年卒、174cm、日大→ジークスター東京）GK
- 森田啓仁　（2015年卒、173cm、中大→琉球コラソン）LW
- 田里亮稀　（2015年卒、175cm、国士大→琉球コラソン）(2011年JOC優秀選手)LB、CB
- 下地利輝　（2015年卒、169cm、立大）(2011年JOC最優秀選手)CB
- 伊舎堂博武（2015年卒、175cm、早大→トヨタ車体）(2011年JOC優秀選手)RB
- 宮城大樹　（2016年卒、175cm、東海大）
- 川上勝太　（2016年卒、180cm、日体大→湧永製薬）PV
- 垣花涼　　（2017年卒、175cm、桐蔭横浜大→琉球コラソン）LB
- 伊禮颯雅　（2022年卒、180cm、中大）(2018年JOCオリンピック有望候補選手)

### バスケット
- 井上公男 - 元・バスケットボール選手、現同校バスケットボール部監督
- 伊佐勉 - プロバスケットボール指導者（サンロッカーズ渋谷HC）
- 新里智将 - バスケットボール選手
- 山城吉超 - 元・プロバスケットボール選手：2003年卒業
- 上江田勇樹 - バスケットボール選手
- 山内盛久 - プロバスケットボール選手
- 岸本行央 - プロバスケットボール選手
- 狩俣昌也 - プロバスケットボール選手
- 野原暉央 - プロバスケットボール選手

### ボクシング
- フリッパー上原 - 元・プロボクサー
- 仲井真重次 - プロボクシング指導者
- 具志堅用高 - 元WBA世界ライトフライ級王者。日本人の世界王者防衛記録保持者（13度防衛）。
- ピューマ渡久地 - 元・プロボクサー
- 名護明彦 - プロボクサー

### 体操
- 知念孝 - 元・体操競技選手
- 松永政行 - 元・体操競技選手

### ゴルフ
- 宮里美香 - プロゴルファー（2009年全米ツアー参戦）
- 新垣比菜 - プロゴルファー

### 空手
- 喜友名諒 - 空手家、2020年東京オリンピック空手（男子・形）金メダリスト[3]
- 上村拓也- 空手家、喜友名諒らとともに世界空手道選手権大会の団体形で2連覇達成

### 芸能
- まーちゃん - お笑い芸人
- 玉城泰拙 - お笑い芸人（セブンbyセブン）
- 崎山一葉 - タレント
- 岸本祐二（岸本裕二） - 俳優
- 安里勇哉（安里勇哉） - 俳優
- D-51・YASU - ミュージシャン
- DA PUMP・ISSA - 歌手（中学校のみ）
- 糸数美樹 - タレント
- 松田迅 - 男性アイドルグループ・INIのメンバー
- 澄月菜音 - 元宝塚歌劇団　花組

### その他
- 松本哲治 - 浦添市長

## アクセス
モノレール
- 沖縄都市モノレール線 - 古島駅下車（徒歩約5分）

路線バス
| 運行事業者   | 路線・系統                          | 下車停留所 |
| ------------ | ----------------------------------- | ---------- |
| 那覇バス     | 8番/11番                            | 興南高校前 |
| 琉球バス交通 | 21番/55番/56番/88番/90番/98番/112番 | 興南高校前 |

その他、興南学園には学園バスがあり、西海岸線、中央線、南部線、糸満線がある。

## 興南サンバ
主に高校野球の応援で使用されている応援曲。
原曲は埼玉県の浦和学院高等学校の「浦学サンバ3」であり、これを譲り受けて「興南サンバ」として使用するようになった。

これをベースにして他の沖縄県内の高校でも演奏されるようになり、沖縄で特に広まったことから、千葉ロッテマリーンズが沖縄県内で試合を行う時限定のチャンステーマとしても使用されている。